# Victoria West
Victoria West – miasto w Prowincji Przylądkowej Północnej, w Południowej Afryce, zamieszkane przez ok. 11 000 ludzi.